# メリー・モナーク・フェスティバル
メリー・モナーク・フェスティバル（英語: Merrie Monarch Festival）は、アメリカ合衆国ハワイ州ハワイ島のヒロで毎年開催されるフラの祭典である。1964年にアンクル・ジョージことジョージ・ナオペによって創設された。

## 概要
メリー・モナーク・フェスティバルは、毎年春のイースターから1週間開催される。キリスト教宣教師によって禁止されていたフラを復活させたカラカウア王が「メリー・モナーク」（陽気な君主）と呼ばれたことに由来する。
この祭りは1963年に始まり、当初はただの発表会であったが、1971年から審査員による点数を付ける競争形式になった。フラ音楽とダンスだけでなく、パレードやミュージカルなども含めた総合的な祭りになっている。

## フラの競演
フラの競演はハワイ島ヒロのホオルル公園にあるイーディス・カナカオレ・スタジアム（Edith Kanaka'ole Stadium）で、水・木・金・土の4日間行われる。競演の模様はKHII-TVで放送され、インターネットのストリーミングでも見ることができる。

### フラの演出
水曜日はハワイ州だけでなく、全米（特に西海岸）、世界（特に日本）のハラウがコンペでなく、様々にフラを演出する。この日だけは入場無料である。

### ミス・アロハ・フラ
木曜日には、女性のソロのフラで、優勝者をミス・アロハ・フラとして選ぶ。

### グループ・フラ・カヒコ
金曜日には、グループによるフラ・カヒコ（古典の踊り）のコンペが行われる。

### フラ・アウアナ
土曜日には、グループによるフラ・アウアナ（現代の踊り）のコンペが行われる。

## 日本
日本ではメリー・モナーク・フェスティバルの入賞者と、ハワイ音楽の祭典「ナ・ホク・ハノハノ賞」の入賞者を呼んで、「ナ・ヒヴァヒヴァ・ハワイ・フェスティバル」（Nā Hiwahiwa O Hawai'i festival）が毎年9月に行われている。

## 参照項目
- フラ
- ハワイ島
- カフラピコ